# Casc corinti

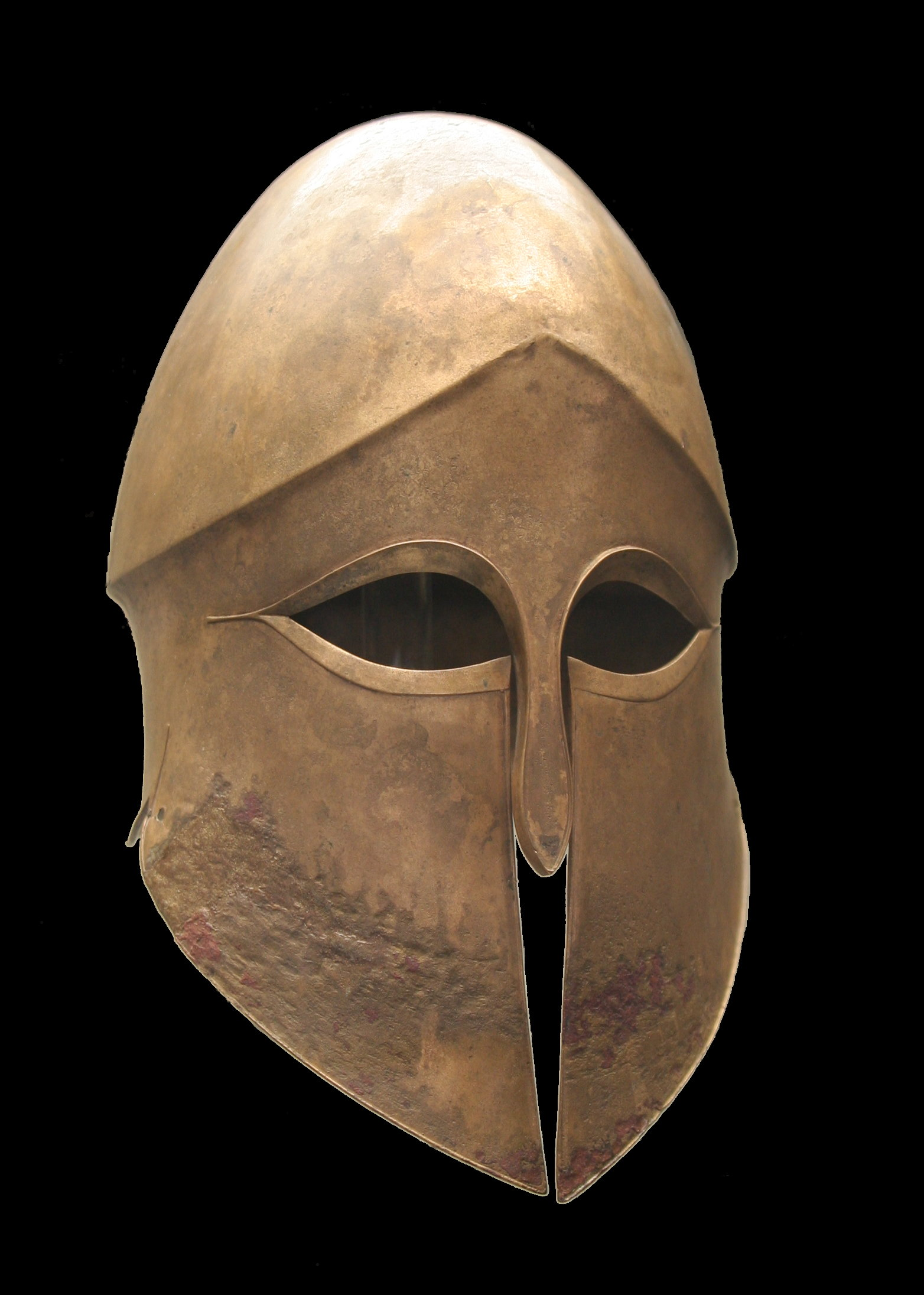
Casc corinti de bronze, vers l'any 500 aC Staatliche Antikensammlungen (inv. 4330)

El casc corinti (en grec antic, κόρυς κορινθίη, i en grec κάσκα κορινθιακή) va ser un model de casc de bronze originat a l'antiga Grècia i que pren el seu nom de l'àrea de Corint. En els seus últims dissenys el casc cobria completament el cap i el coll, amb obertures per als ulls i la boca. Una protecció corbada servia per protegir la part posterior del coll, de manera similar a les que van aparèixer més tard en els cascos de l'antiga Roma, els dels conqueridors espanyols i el Stahlhelm alemany.
Aparentment, tenint en compte les proves arqueològiques i artístiques, el casc corinti va ser el casc més popular dels períodes arcaic i clàssic. Més endavant, l'estil va anar evolucionant al casc tipus Pylos, que era menys car de fabricar i no obstruïa els sentits de la vista i de l'oïda del soldat. S'han trobat nombrosos exemples de cascos corintis en excavacions, i apareixen representats en moltes ocasions en les il·lustracions de les ceràmiques gregues.
El casc corinti ha aparegut en més escultures que cap altre casc. Sembla que els mateixos grecs l'associaven de forma romàntica amb la glòria del passat. Els romans, per la seva part, també el reverenciaven en part, fent còpies dels originals grecs en les seves pròpies escultures.
De la poca evidència pictòrica que ens ha arribat l'exèrcit de la República Romana, sembla que a la península Itàlica el casc corinti va evolucionar cap a un nou casc més semblant als utilitzats avui en dia per muntar a cavall, on la protecció per al nas i les obertures dels ulls es convertien en gairebé meres decoracions amb poca utilitat real.
Heròdot esmenta el casc corinti a la seva obra «Història» quan escriu sobre els maclies i auseos, dues tribus que vivien al llarg del riu Tritó a l'antiga Líbia (tot i que la porció de l'antiga Líbia que descriu sembla més probablement la moderna Tunísia).
Aquestes dues tribus triaven anualment dos equips de les més pures donzelles que lluitaven entre elles de forma cerimonial amb pals i pedres durant el festival en honor de la deessa verge Atenea. Es vestien amb la panòplia de la millor qualitat, portant igualment un casc corinti. Es considerava que aquelles dones que sucumbien a les seves ferides durant la lluita havien estat castigades per la deessa per haver mentit sobre la seva virginitat.